# Protogene Veronesi
Protogene Veronesi (Bologna, 19 febbraio 1920 – Bologna, 23 agosto 1990) è stato un politico e fisico italiano, esponente del Partito Comunista Italiano e già parlamentare europeo.

## Biografia

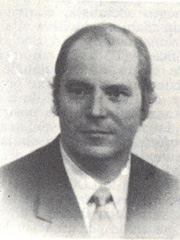
Protogene Veronesi

Nato in un rione popolare di Bologna (pubblicò anche un libro di poesie in dialetto bolognese intitolato Zander, "cenere"), si era laureato in fisica nel 1942 presso la locale università, per poi divenire ufficiale di complemento. Partigiano, dopo l'8 settembre del 1943 la sua fedeltà agli ideali democratici gli costò un periodo di internamento nei lager nazisti.
Dopo la guerra entrò a far parte dell'Istituto di Fisica dell'Università di Bologna fino a divenire docente ordinario di fisica generale e contestualmente proseguì la sua attività politica nel Partito Comunista Italiano come consigliere comunale nel capoluogo emiliano e poi come senatore, eletto per due legislature nel 1972 e nel 1976.
Conclusa l'esperienza al Senato, venne eletto alle elezioni europee del 1979 per le liste del PCI. È stato vicepresidente della Commissione per l'energia e la ricerca, membro della Commissione per la protezione dell'ambiente, la sanità pubblica e la tutela dei consumatori e della Delegazione per le relazioni con gli Stati del Golfo. Fece parte del gruppo parlamentare "Gruppo Comunista e Apparentati". Terminò la propria esperienza da europarlamentare nel 1984.
Morì nella sua città nell'agosto del 1990, all'età di 70 anni.
Sposato, ebbe una figlia, Zoia, anch'essa militante politica che ha lavorato come segretaria del leader del PD Pier Luigi Bersani.

## Alcune opere
- Guida alla risoluzione dei problemi di fisica (con Domenico Brini e Otello Rimondi), 2 voll., Patron, Bologna, 1951-57 (con successive edizioni)
- Fondamenti di meccanica classica (con Enzo Fuschini), Clueb, Bologna, 1973 (II edizione, 1977).
- Zander: tentativ d'espremer di pensir con vers in dialat bulgnais/L'Innominabil, Bologna, 1987.